# Керчевал, Кен
Кен Керчевал (англ. Ken Kercheval, 15 июля 1935 — 21 апреля 2019) — американский актёр, наиболее известный по роли Клиффа Барнса в длительном телесериале «Даллас», где он снимался с 1978 по 1991 год.

## Жизнь и карьера

Кен Керчевал в роли Клиффа Барнса в телесериале «Даллас» в 2012 году.

Кен Керчевал родился и вырос в Клинтоне, штат Индиана, а в 1962 году дебютировал на Бродвейской сцене. В 1966 году он дебютировал на телевидении в мыльной опере «В поисках завтрашнего дня» и в последующие годы активно появлялся на экранах.
Керчевал добился наибольшей известности по роли Клиффа Барнса, главного врага Юингов, в длительном телесериале «Даллас». Его персонаж был основан на жизни Роберта Кеннеди. Керчевал исполнил роль Клиффа во всех четырнадцати сезонах сериала. Клифф является единственным, кроме Джей Ара Юинга, персонажем, появляющемся во всех четырнадцати сезонах оригинального сериала, а после вернулся к роли в телефильме 1996 года «Даллас: Джей Ар возвращается».
В 1993 году у него был диагностирован рак легких, в процессе борьбы с которым актёру пришлось удалить большую часть легких. В последующие годы он редко появлялся на экране и в первую очередь был активен в театре. В 2012 году он повторил свою роль в одноимённом продолжении «Далласа».
Керчевал был женат трижды. У него семь детей и шесть внуков.
Керчевал умер от пневмонии 21 апреля 2019 года, в возрасте 83 лет.

## Избранная фильмография
| Год       |    | Русское название             | Оригинальное название           | Роль                 |
| --------- | -- | ---------------------------- | ------------------------------- | -------------------- |
| 1968      | ф  | Сладкий яд                   | Pretty Poison                   | Гарри Джексон        |
| 1968      | с  | Тайная буря                  | The Secret Storm                | Арчи Борман          |
| 1972      | с  | В поисках завтрашнего дня    | Search for Tomorrow             | доктор Ник Хантер    |
| 1973      | ф  | От семи лет и выше           | The Seven-Ups                   | Энсел                |
| 1974      | тф | Исчезновение рейса 412       | The Disappearance of Flight 412 | Уайт                 |
| 1975      | с  | —                            | How to Survive a Marriage       | Ларри Керби          |
| 1976      | с  | Хроники Адама                | The Adams Chronicles            | Джеймс Мэдисон       |
| 1976      | ф  | Телесеть                     | Network                         | Меррил Грант         |
| 1978      | ф  | Кулак                        | F.I.S.T.                        | Берни Марр           |
| 1978      | тф | Пёс дьявола: Гончая ада      | Devil Dog: The Hound of Hell    | Майлз Эймори         |
| 1978—1991 | с  | Даллас                       | Dallas                          | Клифф Барнс          |
| 1979      | тф | Слишком далеко идти          | Too Far to Go                   | Джек Деннис          |
| 1981      | тф | История Патриции Нил         | The Patricia Neal Story         | доктор Чарльз Кентон |
| 1983      | тф | Дело об убийце-демоне        | The Demon Murder Case           | Ричард Клэрион       |
| 1984      | тф | Каламити Джейн               | Calamity Jane                   | Буффало Билл         |
| 1991      | ф  | Калифорнийский Казанова      | California Casanova             | Уилли                |
| 1993      | ф  | Остров Беретты               | Beretta’s Island                | Барон                |
| 1996      | тф | Даллас: Джей Ар возвращается | Dallas: J.R. Returns            | Клифф Барнс          |
| 1998      | ф  | Расти: Великий спасатель     | Rusty: A Dog’s Tale             | Карл Уинтроп         |
| 2010      | ф  | Коррадо                      | Corrado                         | Витторио             |
| 2012—2014 | с  | Даллас                       | Dallas                          | Клифф Барнс          |